# Сауранбаев, Дюр Сауранбаевич
Дюр Сауранбаевич Сауранбаев варианты написания фамилии Сооронбаев и Саурамбаев (кирг. Дүр Сооронбай уулу; 1869—1921) — общественный деятель, просветитель киргизского народа, член Всероссийского учредительного собрания.

## Биография
Дворянин по происхождению. Он третий сын Сооронбая датхи. Окончил Вернинскую мужскую гимназию с серебряной медалью. Он был преемником своего отца Сооронбая в Токмакском районе, манап.
В 1895 году в делегации из Верного на коронацию Николая II участвовал волостной управитель киргиз Дюр Сауранбаев
Собирал средства на расходы по ходатайству о прекращении отчуждения казахских земель. В 1917 член партии Алаш.
Последователь джадидизма Дюр Сооронбаев построил в селе Сайлык Токмокского уезда школу, в которой детей учили по методу И. Гаспринского (позже школа стала русско-туземной). В 1914 году школа значилась, как «Тынаевское русско-туземное училище с интернатом при нём», а Дюр Саурамбаев был его почётным блюстителем (ещё указаны заведующий И. Пономарев и мулла Назметдин Салихов).

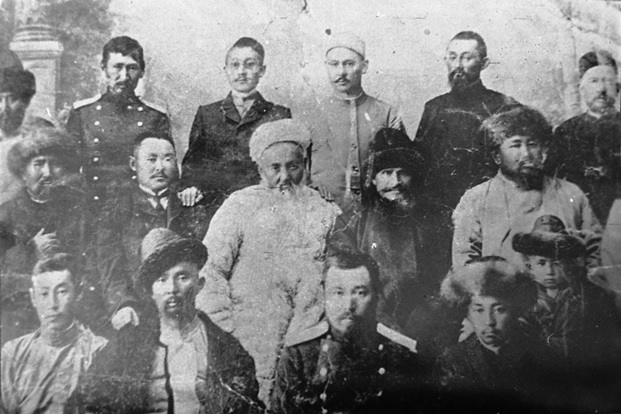
Встреча по поводу 70-летия Шабдана Джантаева: Дюр Сооронбаев (первый ряд, второй слева); Второй ряд слева направо: Чоко, Мухамеджан Тынышпаев, Шабдан Джантаев, Максымкожо; Канат Абукин, около 1909 г.

С началом столыпинских реформ и усилением переселенческой политики в Семиречье обострились противоречия между пришлым и коренным населением. С земельным вопросом было тесно связано мусульманское движение. Осенью 1910 года для видных представителей коренного населения Семиреченской области появилась удобная возможность собраться, не привлекая к себе избыточного внимания, чтобы обсудить создавшееся положение. В селе Казанско-Богородском у подножья горы Узун-агач торжественно праздновалось 50-летие победы российских войск в битве с кокандцами. Это собрание получило название Узун-агачского съезда. На нём присутствовало около 50 представителей знатных семей и национальной администрации из числа казахов и киргизов. Председателем съезда был избран Б. Сыртанов, секретарем съезда — Д. Сауранбаев. Д. Саурамбаев взял на себя задачу собрать 5000 рублей в Верненском, Лепсинском, Пишпекском и Пржевальском уездах Семиреченской области на расходы Б. Сыртанова для поездки в Санкт-Петербург. По решению Узун-Агачского съезда от 21 октября 1910 года Сауранбаев должен был выехать в Санкт-Петербург вслед за Б. Сыртановым для встречи с депутатами Госдумы и обсуждения вопроса об отчуждении кыргызских земель и недовольства населения деятельностью Переселенческого управления администрации. Однако его поездка не состоялась из-за вмешательства администрации. По сведениям агента охранки лидерами движения за права коренного мусульманского населения были Б. Сыртанов, Ы. Жайнаков, И. Абылайханов, М. Мураталин, Д. Саурамбаев, Н. Тулин, Т. Серикбаев, агент рекомендовал арестовать их как можно скорее.
В июне 1911 года для обсуждения результатов в поездки Б. Сыртанова в Петербург в окрестностях Кордая собрались представители разных волостей Семиречья: Д. Сауранбаев от Тынаевской волости Пишпекского уезда, Мокуш (сын Шабдана Жантаева), М. Измаилов от Шамалганской волости Вернинского уезда, Б. Ашекеев от Большой-Алматинской волости и А. Казыбеков от Кордайской волости. На этой встрече по предложению Д. Сауранбаева обсуждался вопрос сотрудничества с российских тюрков с зарубежными тюрко-мусульманскими странами. С 1911 года Сауранбаев был под негласным полицейским надзором. По данным 1911 года, офицер жандармского отдела «Номер восемь» рассматривал Д. Сооронбаева как активного деятеля мусульманского движения в Семиреченской области. В 1912 году после распространения памфлета «Оян, қазақ» («Проснись, казах!»), в домах Б. Сыртанова, Д. Сауранбаева и других казахских и кыргызских деятелей были проведены обыски. Но они не дали желаемых властями результатов. 18 октября 1912 года Дюр Сооронбаев был арестован на трое суток Токмакским участковым приставом штабс-капитаном Кутуковым по обвинению в «ложной клевете на высокопоставленных лиц». По сведениям полиции — панисламист, и в 1913 году, якобы, выезжал в Стамбул для передачи султану средств, собранных на ведение войны.
В промежутке между 1908 и 1911 годом Д. Сооронбаев совершил хадж в Мекку.
В августе 1916 года управитель Тынаевской волости Дюр Саурамбаев со своими джигитами принял участие в рейде отряда токмакского пристава, направленном против киргизских повстанцев. Советский историк Кушбек Усенбаев в 1967 году писал, что Дюр Саурамбаев вместе с такими киргизскими деятелями, как Казымбек Боотаев, Курман Лепесов, Исхак Курманов, Чолпонкул Тыналин, Ибраим Баялин, Казы Чокин, Калпа Ажы Тюменбай и многие другие, «стали открытыми прислужниками палачей восстания». При этом 15 ноября 1916 года мировой судья 6-го участка Пишпекского уезда допрашивал Дюра Саурамбаева в качестве свидетеля о ходе Киргизского восстания 1916 года, допрос касался, в основном, роли Каната Абукина в восстании, и присвоения ему восставшими титула хана.
21-26 июля 1917 года Д. Сауранбаев качестве делегата принимал участие в 1-м съезде партии «Алаш» в Оренбурге. В летние месяцы 1917 года И. Арабаев, А. Сыдыков, Д. Сауранбаев, С. Чукин, Н. Тулин, К. Тыныстанов, И. Айдарбеков, Т. Тинаев и другие основали филиал «Алашорда» в Пишпеке и руководили его деятельностью..
В 1917 году проживал в Пишпекском уезде. В конце 1917 года был избран во Всероссийское учредительное собрание в Семиреченском избирательном округе по списку № 3 (Алаш и Семиреченское казачье войско).
Сведения о смерти разнятся. По одним данным Дюр был растрелян в 1918 году в Токмаке неким Павловым вместе с Хамрой Исраиловым и ещё 9 киргизами, по другим — в 1921 году в Быстровке вместе с ещё двумя активистами партии «Алаш».

## Память
Имя Дюра Сауранбавева было присвоено средней школе в селе Сайлык Чуйского района, которую он когда-то основал.

## Комментарии
1. ↑  Транскрипция имени "Диор" встречается только на сайте "Хроно"[1], и, вероятно, является следствием ошибочной транскрипции киргизско-казахской гласной "Ү".
2. ↑  В тексте статьи приведены варианты написания фамилии в соответствии с цитируемым источником.
3. ↑  Дата 1869 год приведена по сайту "Хроно", восходящему к книге Протасова[1]. Однако в протоколах свидетелей о киргизском восстании от 16 ноября 1916 года сказано, что Саурамбаеву 52 года, то есть его год рождения 1864[2]. По другим данным - родился в 1866 году[3].